# Nélida Roca
Nélida Roca (phát âm tiếng Tây Ban Nha: [neliða roka]; 30 tháng 5 năm 1929 - 4 tháng 12 năm 1999), là một trong những diva showbusiness và biểu tượng sex đầu tiên của Argentina. Bà là một nữ diễn viên, vũ công, ca sĩ, người mẫu và giám sát nhà hát.
Sinh ra với tên khai sinh Nelida Mercedes Musso tại Buenos Aires, bạn bè và đồng nghiệp của bà đã ưu ái gọi bà là La Roca ("The Rock"). Từ nhỏ, bà đã tìm cách trở thành một nghệ sĩ nổi tiếng, nhưng phải đối mặt với sự phản đối mạnh mẽ của cha mẹ đối với ý tưởng này. Mẹ bà đến từ vùng Galicia của Tây Ban Nha, và cha bà là một người đàn ông Ý đến từ Genève.
Nélida kết hôn với Julio Rivera Roca, một người chơi piano jazz, vào năm 1949, điều đó đã khiến bà hoàn thành giấc mơ của mình với tư cách là giọng ca chính trong dàn nhạc của mình. Bà được phát hiện vào năm 1950, trong một buổi biểu diễn như vậy, bởi Luis César Amadori, chủ sở hữu của Nhà hát Maipó, và lần đầu tiên đóng vai chính trên sân khấu chuyên nghiệp trong Nhà hát Maipó của Amadori là Kể chuyện của nó. Thành công thương mại của chương trình cho phép Amadori tăng gấp ba giá ghế, và bà đã trở thành một huyền thoại trong thể loại của mình trong những năm 1950. Các nhà phê bình và công chúng của bà đã biết đến bà với cái tên "The Venus of Corrientes Avenue" (khu vực nhà hát ở Buenos Aires).
Bà tái hôn vào năm 1963 với giọng ca Aldo Perricone (được biết đến với nghệ danh là Ricky Giuliano), mặc dù cuộc hôn nhân kết thúc vào năm 1969. Trong chương trình cuối cùng của bà vào mùa đông năm 1974, bà đã chia sẻ sân khấu với ngôi sao tương lai, Susana Giménez. Chương trình The Golden Revue, buổi biểu diễn cuối cùng của bà, đã xử lý những thay đổi văn hóa ở Argentina trong những năm qua.
Bà qua đời vì một cơn đau tim vào tháng 12 năm 1999, ở tuổi 70.